# Christian Hee Hwass

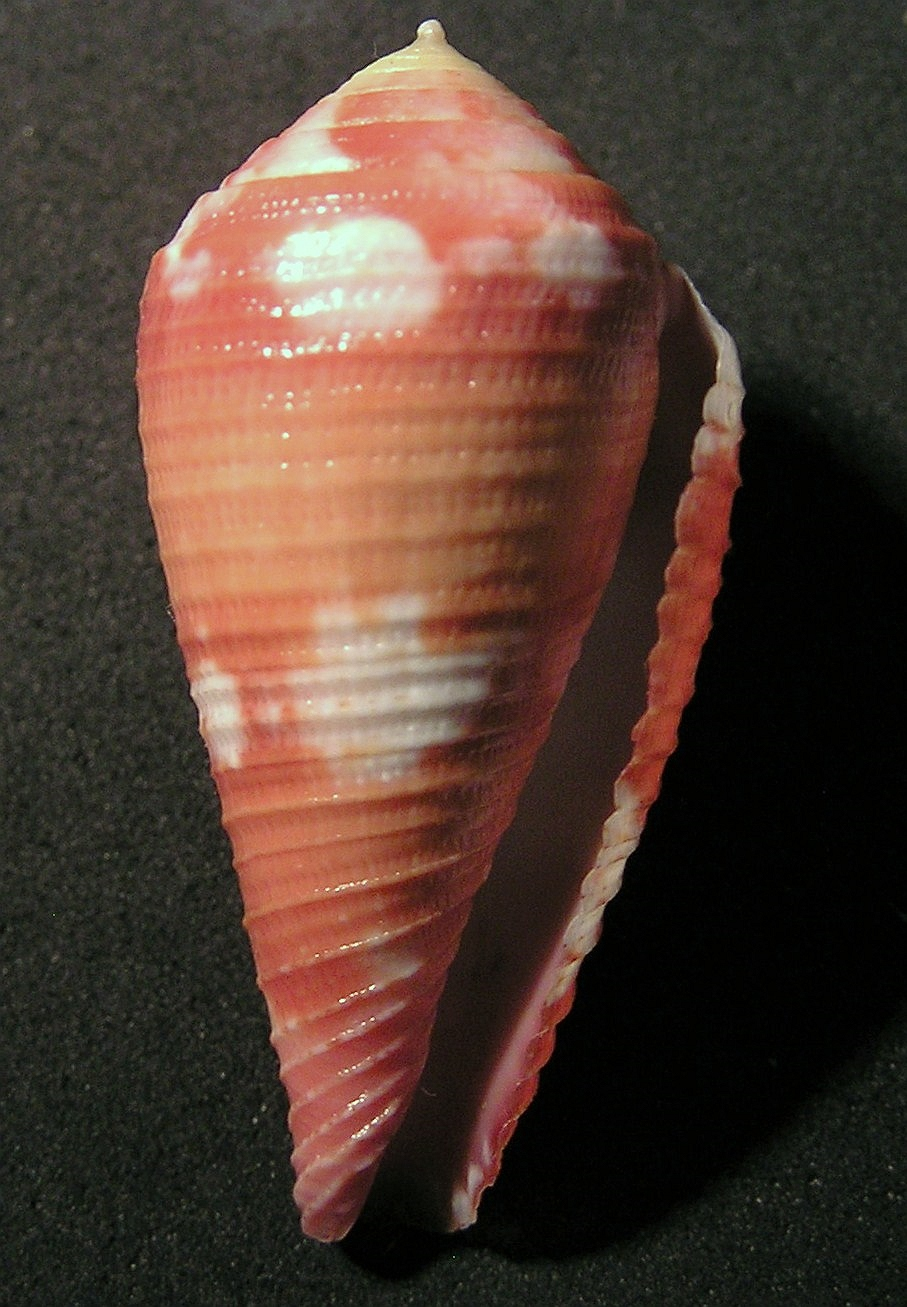
Conus pertusus, Hwass in Brugière 1792

Christian Hee Hwass (* 1731 in Jütland; † 1803 in Paris) war ein dänischer Malakologe, der in Frankreich wirkte.

## Leben
Hwass studierte in Kopenhagen mit dem Abschluss 1755 und reiste dann durch Europa als Begleiter und Lehrer reicher Kaufmannssöhne auf deren Grand Tour. Er leitete dann das Königliche Theater in Kopenhagen, war aber ab 1780 mit seiner Familie in Frankreich, zunächst in Paris (wo er mit der dänischen Botschaft verbunden war) und ab 1794 in Auteuil. Finanziell unabhängig sammelte er Kunst und Conchylien. Seine Sammlung stellte er anderen Autoren und Wissenschaftlern auf dem Gebiet der Malakologie für wissenschaftliche Zwecke zur Verfügung, insbesondere für damals entstandene Erstbeschreibungen nach dem Linnéschen binären System. Er hatte Kontakte zu Naturforschern wie Jean-Baptiste Lamarck und Heinrich Christian Friedrich Schumacher, einem dänischen Wissenschaftler, den er auf seiner Frankreichreise unterstützte. Er und nicht sein als Herausgeber genannter Freund Jean Guillaume Bruguière (1750–1798) schrieb im Wesentlichen den Artikel über Conchylien in der im Band Histoire Naturelle des Vers der Reihe Encyclopédie Méthodique (Band 1, 1792).
Seine Sammlung von Conchylien wechselte mehrmals den Besitzer und ist heute im Naturkundemuseum in Genf. In seiner Sammlung waren viele seltene Exemplare, darunter eine von vier damals bekannten Conus gloriamaris. Nach seinem Tod war seine Sammlung im Besitz des französischen Botanikers Louis Claude Marie Richard, dann in dem von (?) Sollier, in dem von François Victor Masséna und über diese in dem von Jules Paul Benjamin Delessert, nach dessen Tod sie nach Genf gestiftet wurde.
Er führte 109 Erstbeschreibungen von Kegelschnecken ein, beschrieben in seinem Enzyklopädieartikel.